# Gwizdo
Gwizdo is een personage uit de serie Drakenjagers.
Gwizdo groeide als kind op op de boerderij voor wezen. Hier ontmoette hij Lian Chu, met wie hij later vele avonturen zou beleven. Samen met Lian Chu jaagt Gwizdo nu op draken. Gwizdo maakt plannen over de manier waarop ze de draak zullen doden, terwijl Lian Chu instaat voor het echte werk. De financiële kant van de zaak is ook voor Gwizdo weggelegd, aangezien hij kan onderhandelen als de beste. Hij is immers verzot op listige contracten opmaken, waarmee hij extra veel geld van de klanten kan afsnoepen. Op de boerderij voor wezen wilde hij dat ze hem 's avonds een contractje voorlazen, waardoor hij altijd goed kon slapen.